# Instituto de Cegos Padre Chico
O Instituto de Cegos Padre Chico, também conhecido como Instituto Padre Chico e Colégio Vicentino Padre Chico, é um instituto de ensino para crianças e adolescentes com deficiências visuais, administrado pelas Filhas da Caridade de São Vicente de Paulo e fundado em 1928, localizado no bairro do Ipiranga na cidade de São Paulo.
Com uma área total maior que 25 mil metros quadrados e constituída por 13 prédios, é uma das 12 instituições de assistencialismo e caridade construídos nos terrenos doados pelo Conde José Vicente de Azevedo, que tiveram o processo de tombamento deferido pelo Conpresp (Conselho Municipal de Preservação do Patrimônio Histórico, Cultural e Ambiental da Cidade de São Paulo) em 207 pela resolução n°05/CONPRESP/2007. É o terceiro instituto para cegos mais antigo do Brasil e o primeiro do Estado de São Paulo.

## História
O Imperador Dom Pedro II fundou no Rio de Janeiro (RJ) em 12 de setembro de 1854 a primeira instituição voltada às pessoas com deficiência visual, o Benjamin Constant, e em 1926 foi fundado o Instituto de Cegos São Rafael, em Minas Gerais. Instituto Padre Chico teve surgimento a partir de 1927, sendo a terceira escola brasileira voltada para cegos e a primeira do Estado de São Paulo.
Com a edição de 1927 da Semana Oftalmo-Neurológica da Sociedade de Medicina e Cirurgia de São Paulo, discutiu-se a necessidade de uma escola no Estado de São Paulo voltada aos deficientes visuais. A partir do apelo do oftalmologista José Pereira Gomes junto ao Governo e órgãos eclesiásticos, teve início o projeto de fundação do Instituto de Cegos Padre Chico, que contou com a doação de um terreno de 25 mil metros quadrados do Conde José Vicente de Azevedo.

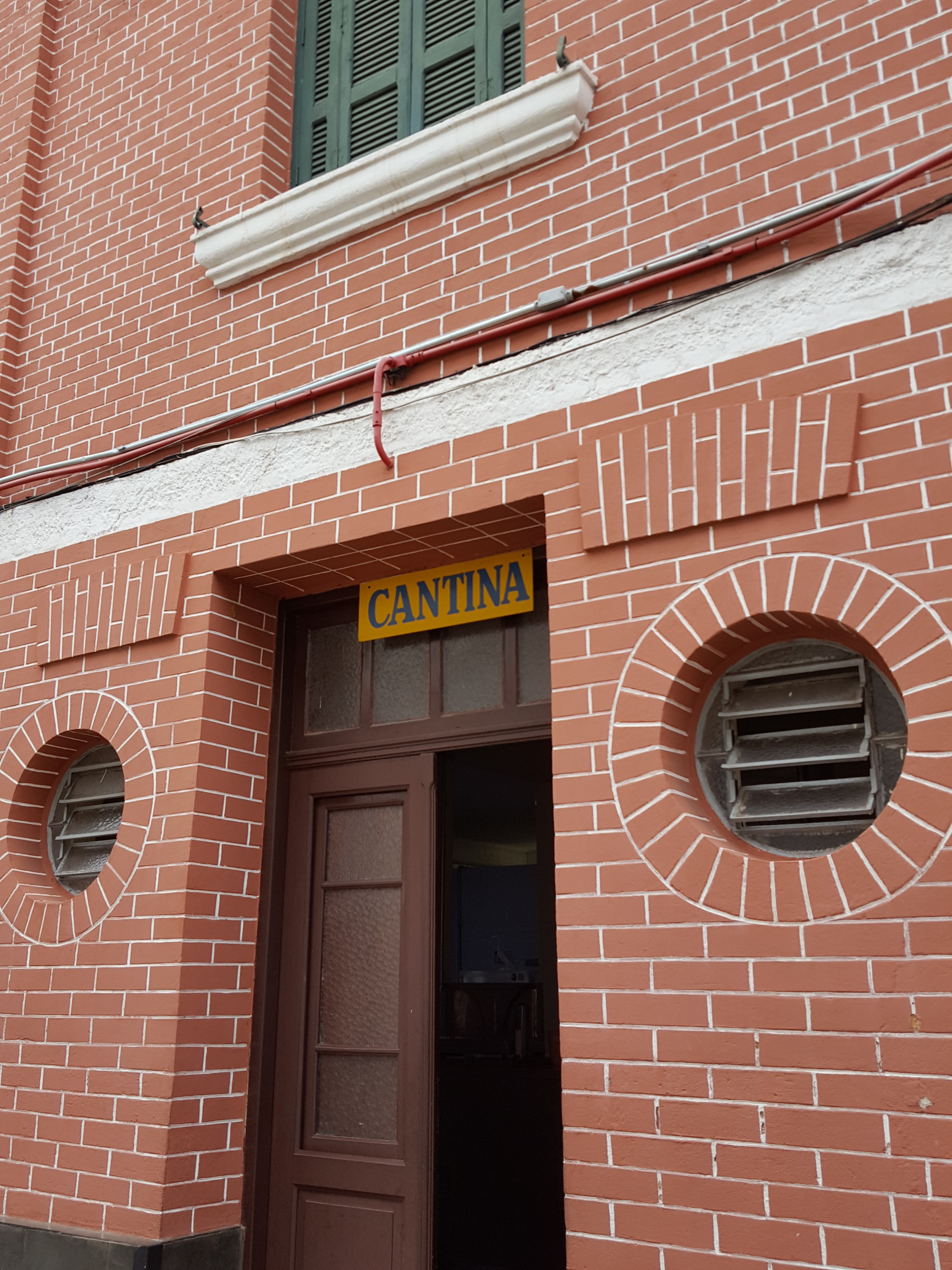
Fachada lateral do "prédio tijolinho", o primeiro dos 13 prédios do Instituto de Cegos Padre Chico, construído em 1930.

Foi fundado em 1928 com a chegada das primeiras Filhas da Caridade de São Vicente de Paulo, administradoras do local. O Instituto Padre Chico foi nomeado com o apelido do Monsenhor Dr. Francisco de Paula Rodrigues por conta de uma exigência do casal doador do terreno, Conde José Vicente de Azevedo, e de sua esposa a Condessa Cândida Bueno Lopes de Oliveira. Os restos mortais do Padre Chico estão localizados no Instituto homônimo, a leste do portão de entrada principal, próximo a escultura de Padre Chico, homenagem realizada pelo Lions Clube do Ipiranga de São Paulo em 1978. 

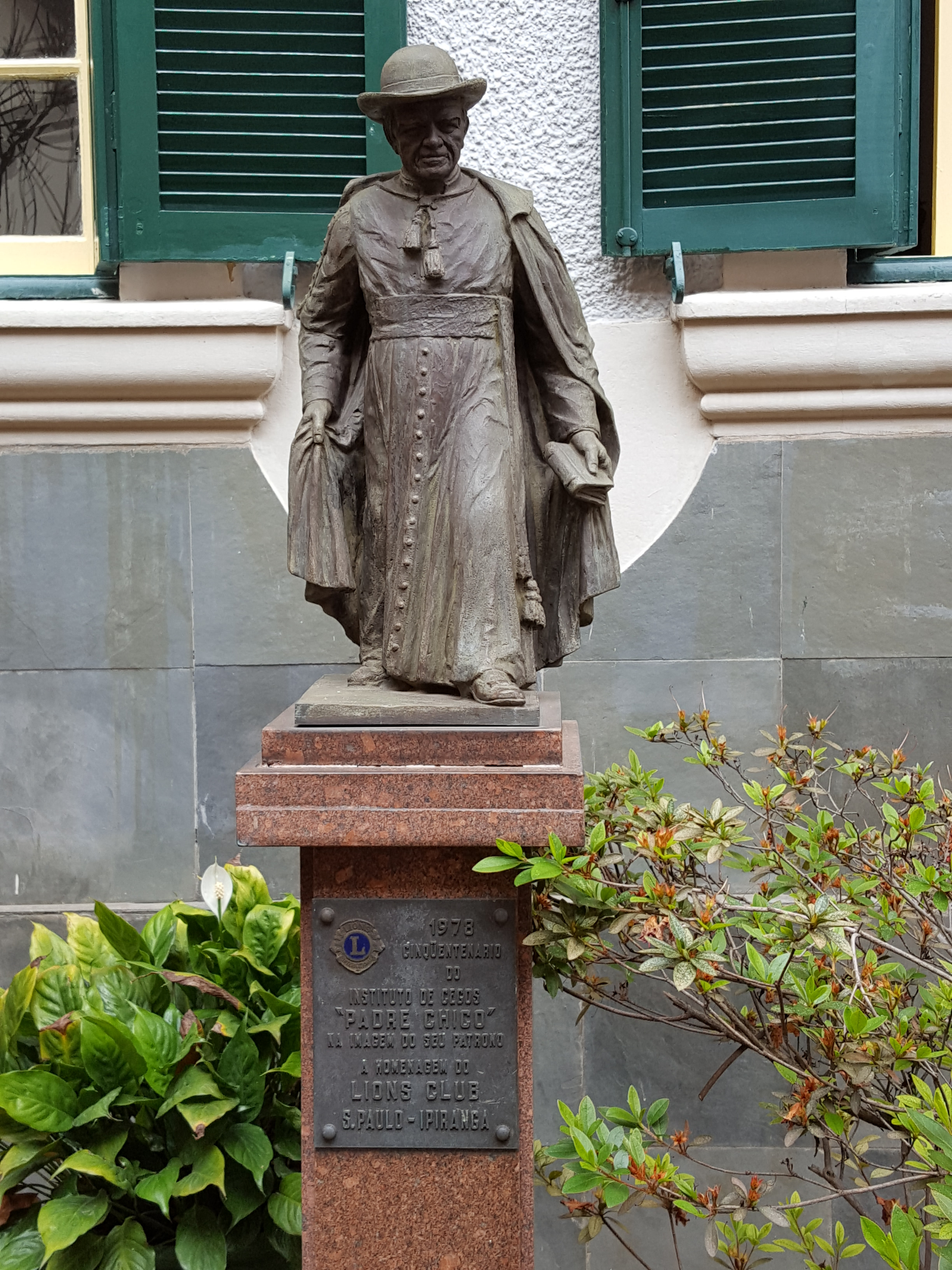
Escultura do Padre Chico doada em 1978 pelo Lions Clube em comemoração dos 60 anos de sua morte.

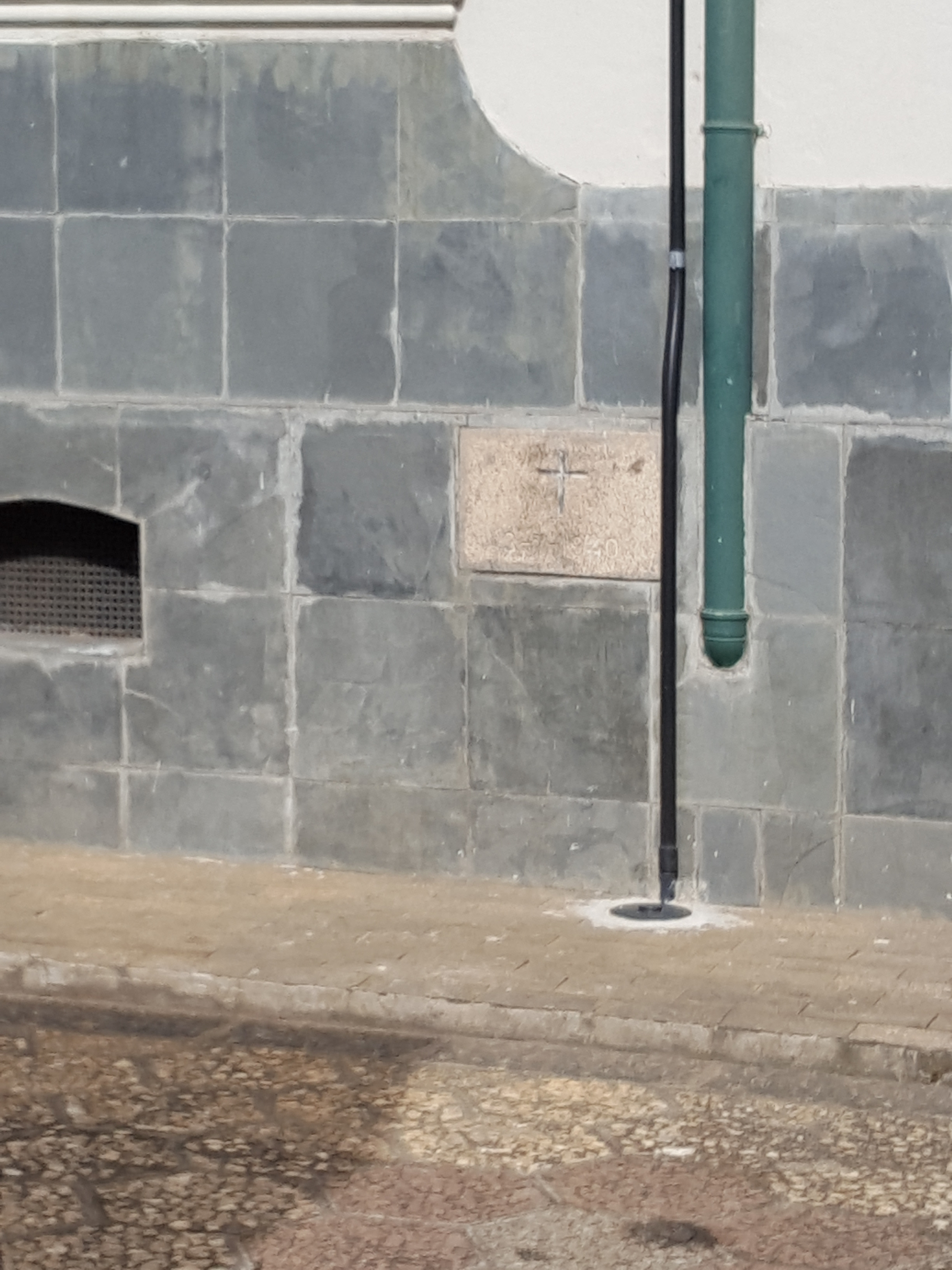
Restos mortais de Padre Chico, nascido em São Paulo no dia 03 de julho de 1840 e falecido em 21 de junho de 1915 na mesma cidade.

Em 1928 começaram as atividades, que de início eram de cunho manual e atividades de leitura do ensino do Sistema Braille, como oficinas de construção de vassouras. Neste início o cunho do Instituto era assistencialista. No ano de 1930 teve início da educação no sistema de internato. Na década de 70 o sistema de internato começou a se flexibilizar e a ideia de integração passou a ser adotada.
No início na década de 90 com o movimento para inclusão das pessoas com deficiência, o Instituto para Cegos Padre Chico começou a incluir demandas sociais, culturais e educativa ao seu programa de ensino. Em 2008, tem início ao atendimento a pessoas com baixa visão. No ano de 2010  o Instituto passa a aceitar irmãos dos deficientes visuais como alunos e em 2014 ocorre a oficialização da inclusão do curso de Educação Infantil, mudança do nome, regimento, bases educacionais e pedagógicas do Instituto de Cegos Padre Chico que passa a utilizar a alcunha de Colégio Vicentino Padre Chico.

## Arquitetura
O Instituto de Cegos padre Chico possui a arquitetura românica como estilo arquitetônico predominante em seu mais de 20 mil metros quadrados construídos. É possível notar em toda sua extensão diversos arcos; os 13 prédios construídos são predominantes horizontais, de paredes espessas, com uma abóboda e poucas entradas de luz.

O Instituto possui em sua extensão uma capela chamada Sant’Ana, construída em meados do anos 50. A capela é utilizada para missas dos alunos e seus familiares, sendo coordenada pelas Filhas da Caridade de São Vicente de Paulo. 

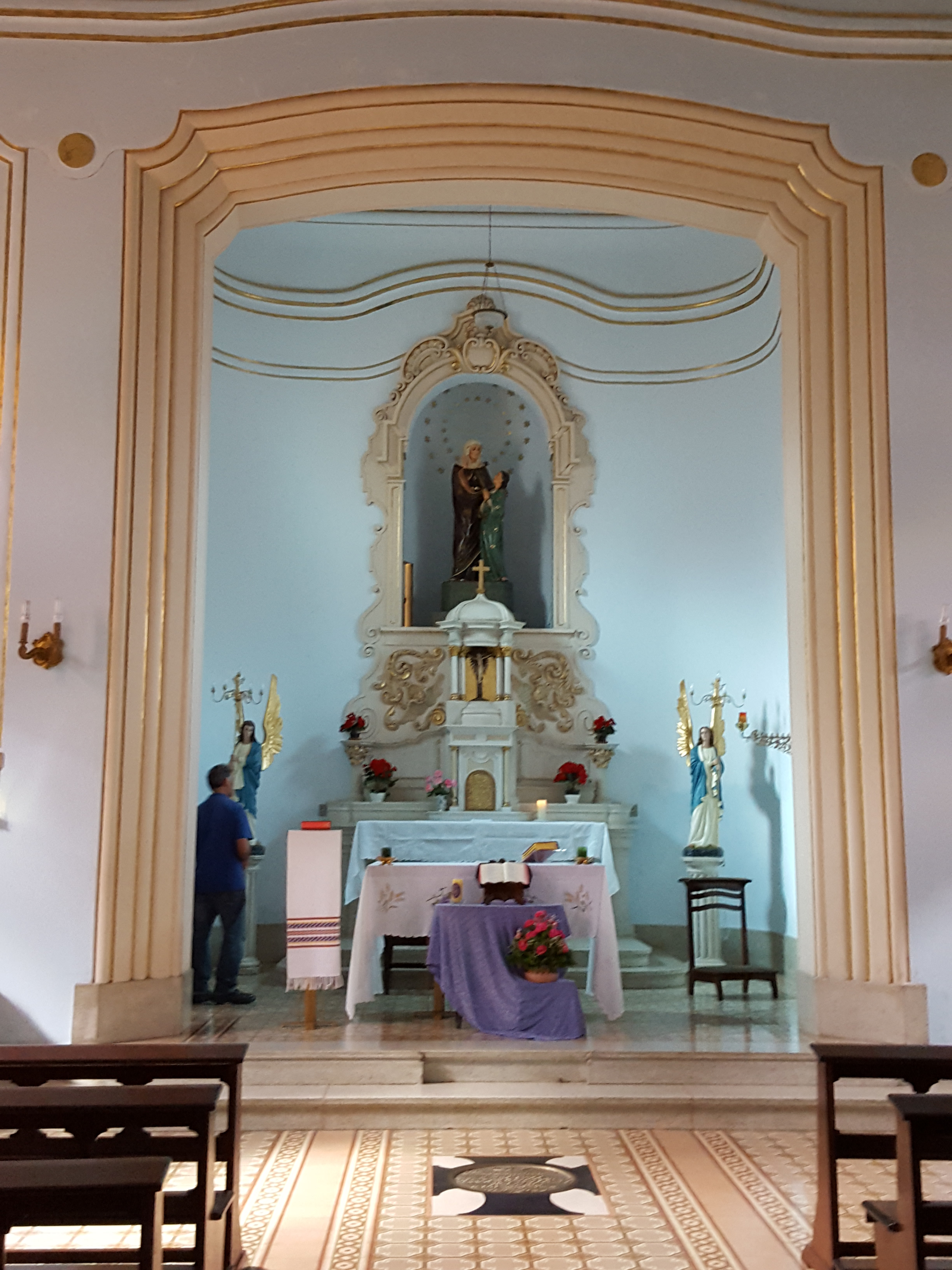
Interior da Capela Sant'Anna, localizada dentro do espaço pertencente ao Instituto de Cegos Padre Chico

## Significado histórico e cultural
Instituto Padre Chico, Colégio Vicentino Padre Chico, é um monumento histórico importante da cidade de São Paulo por fazer parte do complexo de 12 instituições de caridade ou assistencialismo no bairro Alto do Ipiranga que foram construídos nos terrenos doados pelo Conde José Vicente de Azevedo, os quais somam juntos mais de 460 mil metros quadrados. Entre eles estão a Fundação Nossa Senhora Auxiliadora do Ipiranga, o Santuário Sagrada Família e o Seminário das Irmãzinhas da Imaculada Conceição, o Hospital e Maternidade Dom Antonio Alvarenga, o Instituto de Artes da UNESP, a UniFai e o Colégio São Francisco Xavier. Essas construções foram uma das responsáveis pela urbanização do Ipiranga, que por ser mais afastado do centro, teve sua expansão tardia, em detrimento do Brás e Mooca.

## Tombamento
O processo de tombamento do Instituto, junto das outras instituições do Ipiranga, teve sua abertura em 1992, pelo Conpresp, com o Processo nº 1992-0.007.359-0. e, junto ao primeiro, oito instituições sofreram o mesmo processo. Em 2007 houve abertura de um novo processo de tombamento com a Resolução 5/07, incluindo mais 4 instituições do complexo para serem listadas e estudas para tombamento: o Noviciado Nossa Senhora das graças, Grupo Escolas São José, Seminário Central do Ipiranga e o Juvenato Santíssimo Sacramento (UNESP). No andamento do processo, o Conpresp decidiu tombar as 12 instituições, mas sem estudos adicionais das anteriores (Resolução 6/07 ).
O Instituto de Cegos Padre Chico recebeu nível de Proteção 2 (NP 2) do Conpresp, preservando suas características arquitetônicas e elementos internos como: fachadas; preservação do muro de fechamento e gradis originais, preservação de áreas e elementos arquitetônicos internos que mantém suas características originais; e a preservação da implantação das edificações jardins, passeios e vegetação arbórea no recuo frontal e pátio interno.

## Estado atual
Instituto de Cegos Padre Chico é desde 2008 nomeado como Colégio Vicentino Padre Chico. No ano de 2015 possuiu 171 alunos e 87 profissionais, sendo 71 funcionários e 16 voluntários. Atende gratuitamente crianças  e adolescentes com deficiência visual, assim como os irmãos destes. Oferece atividades culturais e artísticas para seus alunos, como Ballet, dança, teatro e música clássica, como a apresentação da peça Varal de Nuvens por alunos do Instituto Padre Chico, em setembro de 2016. Possui um bazar ativo há mais de 30 anos onde é possível comprar e vender roupas a fim de contribuir com a instituição.

## Galeria

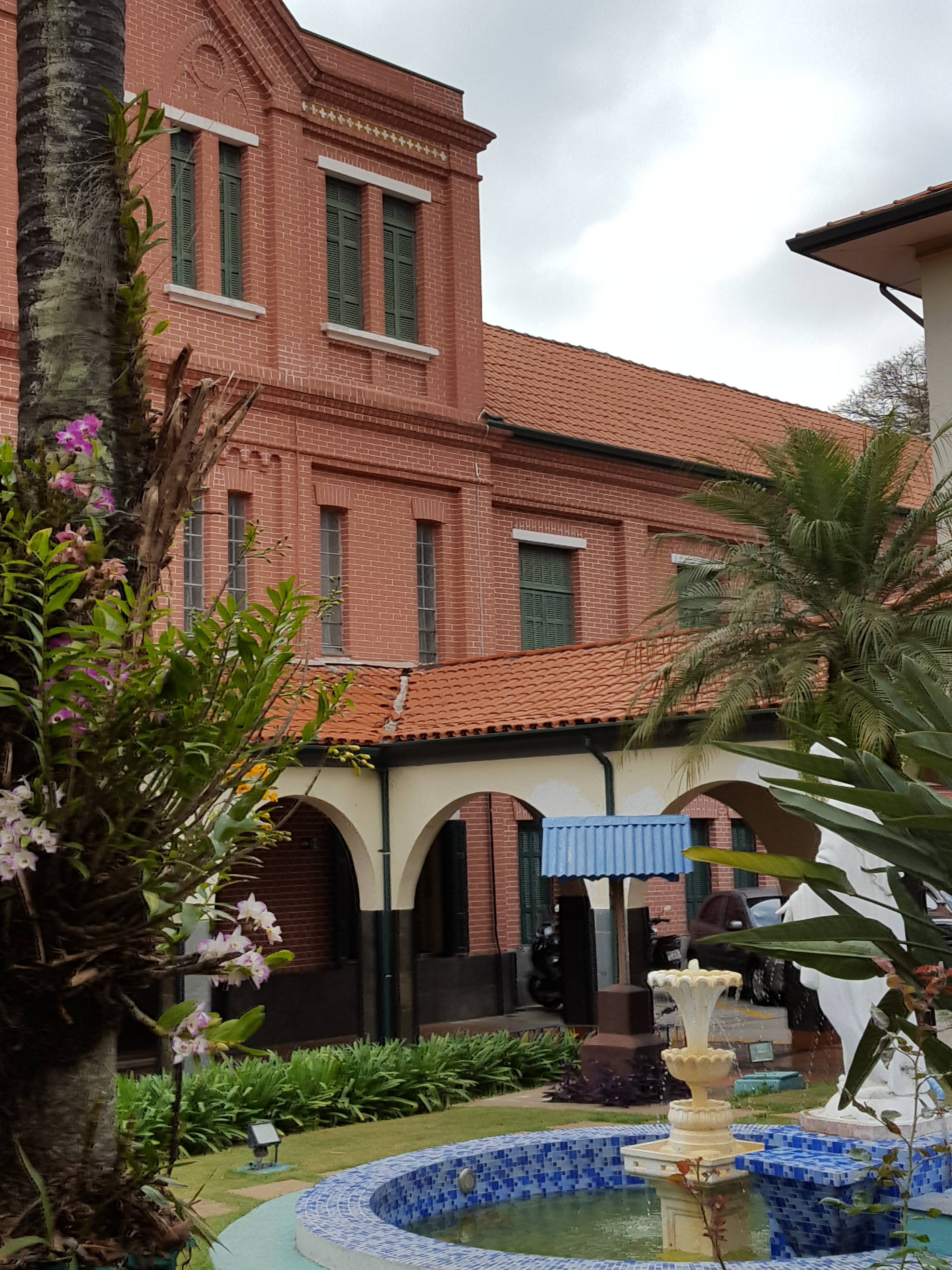
Praça Central do Instituto de Cegos Padre Chico e o "prédio tijolinhos", erguido em 1930 é o primeiro dos 13 Prédio do Instituto.
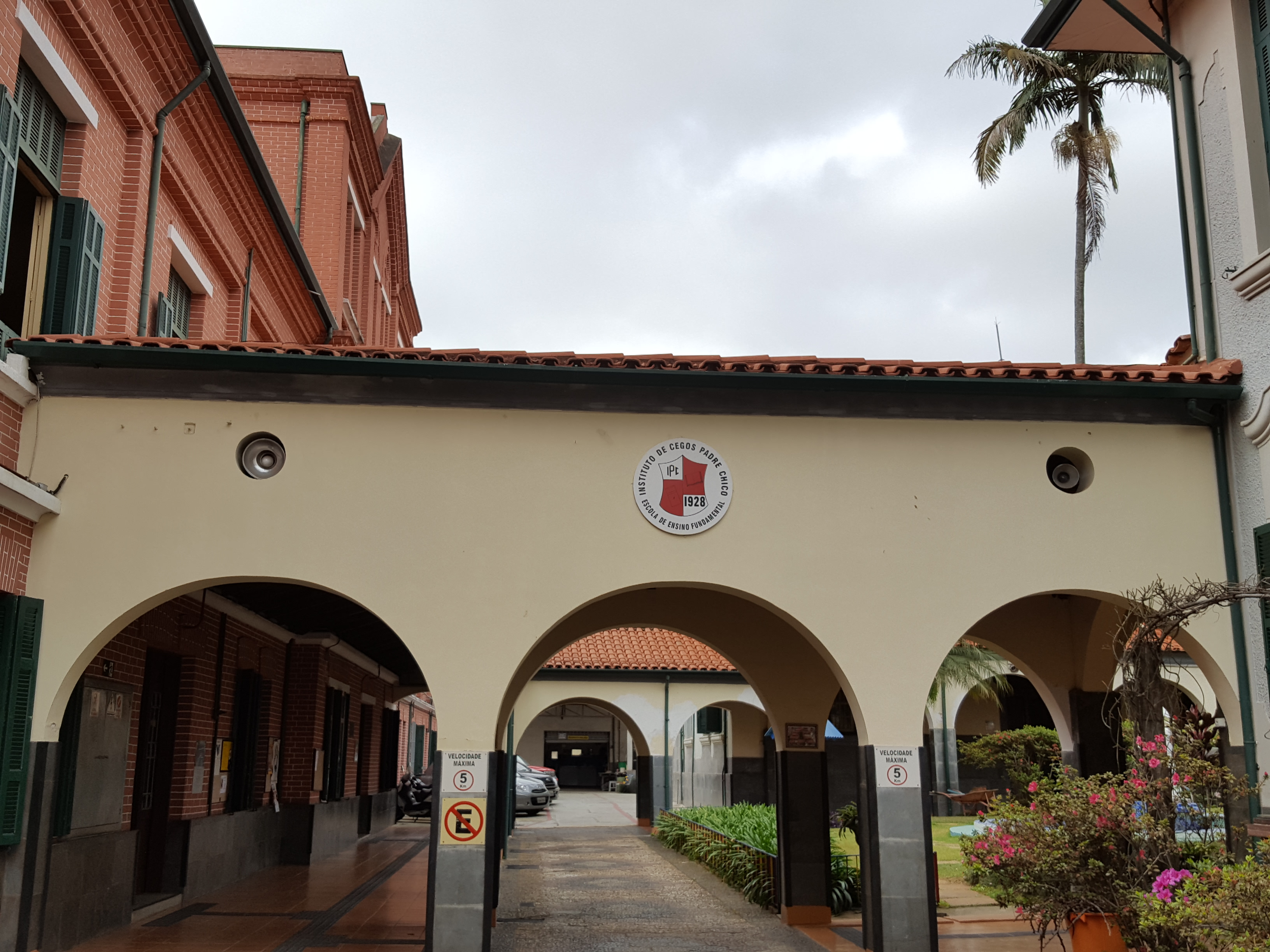
Detalhe dos arcos românicos na entrada principal do Instituto de Cegos Padre Chico.
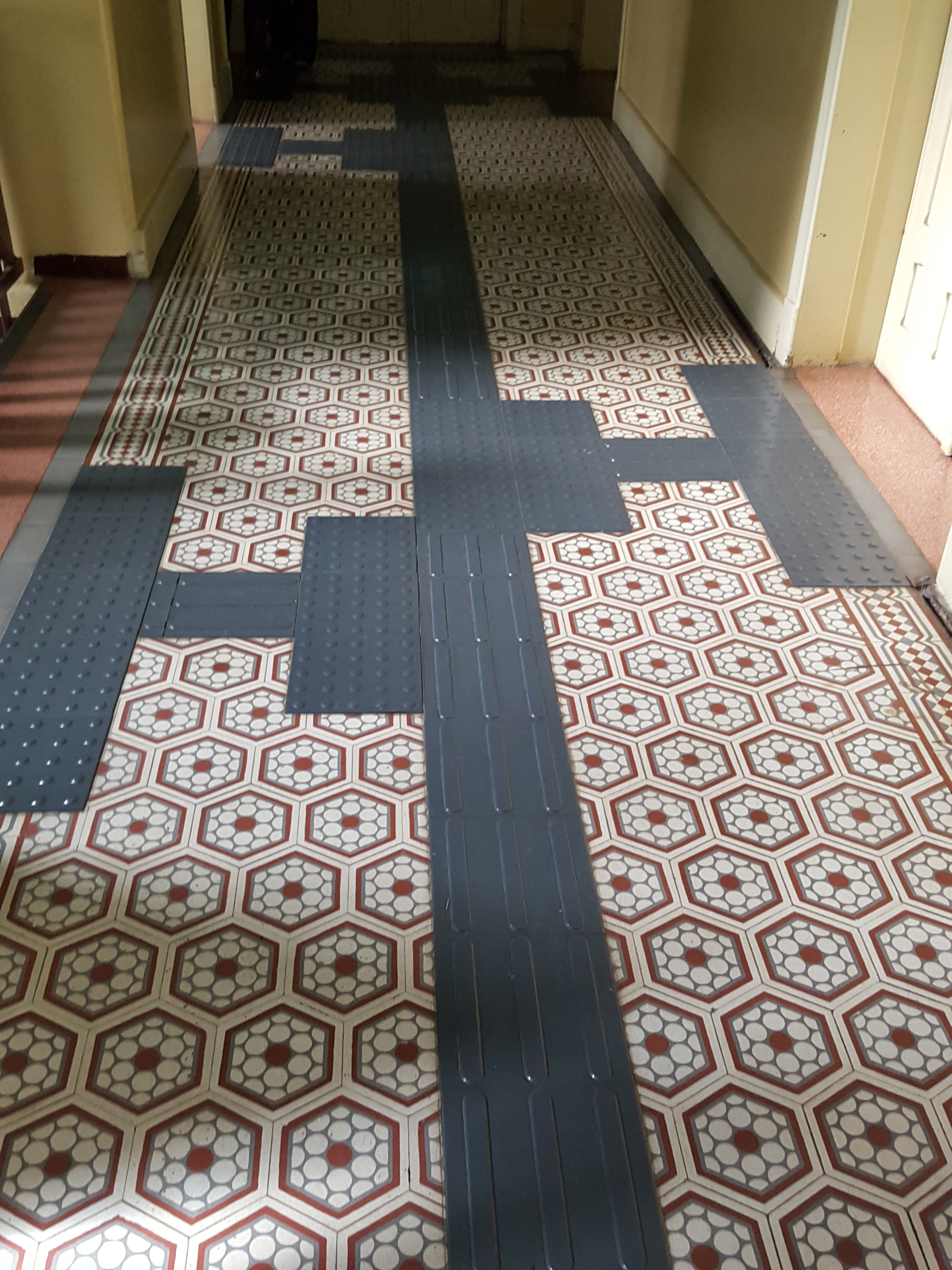
Piso original de 1930 com acréscimo da faixa tátil no Instituto de Cegos Padre Chico.
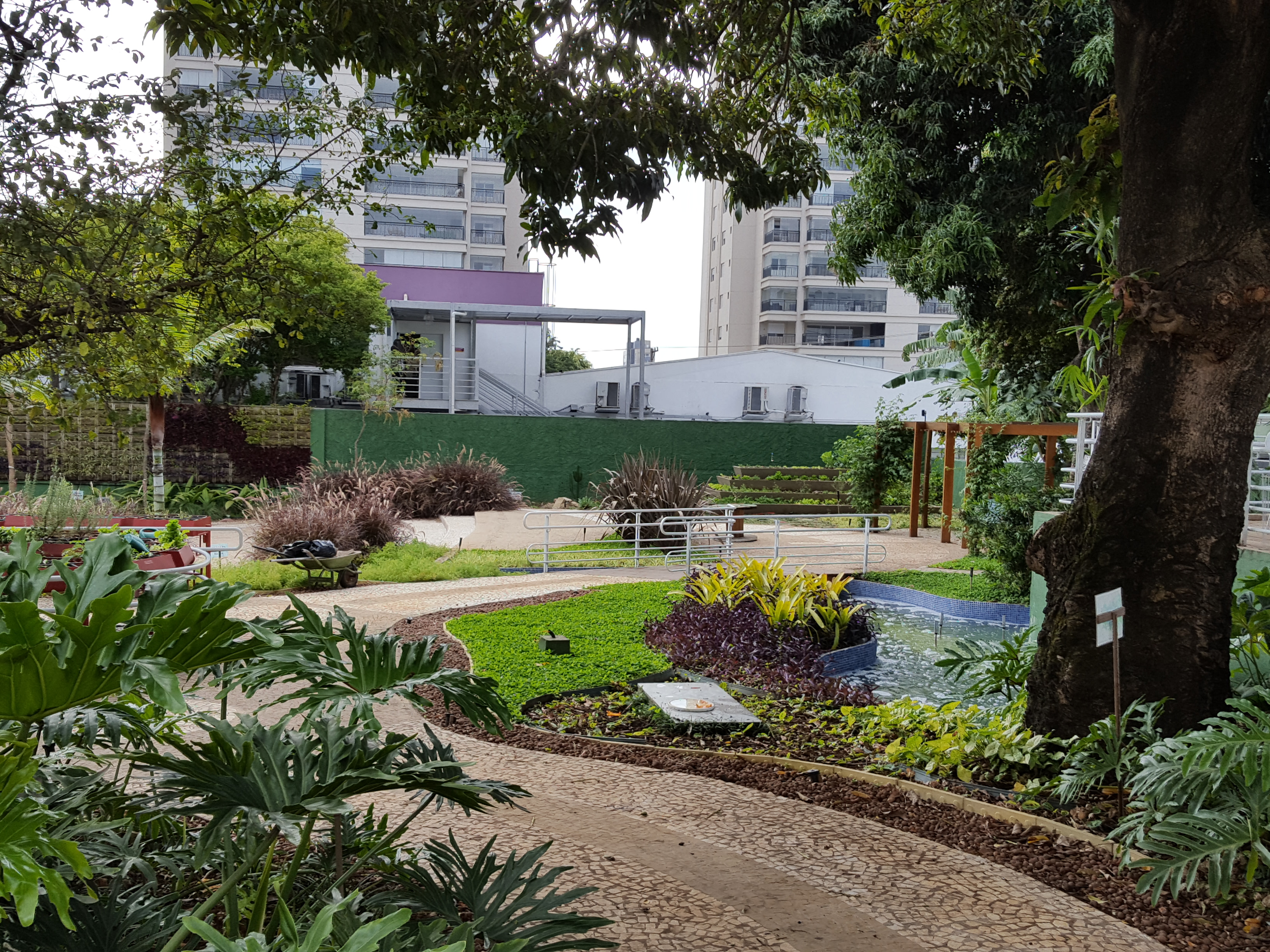
Área sensorial do Instituto Padre Chico, diversos tipos tatos, cheiros e sons são explorados nesse espaço.
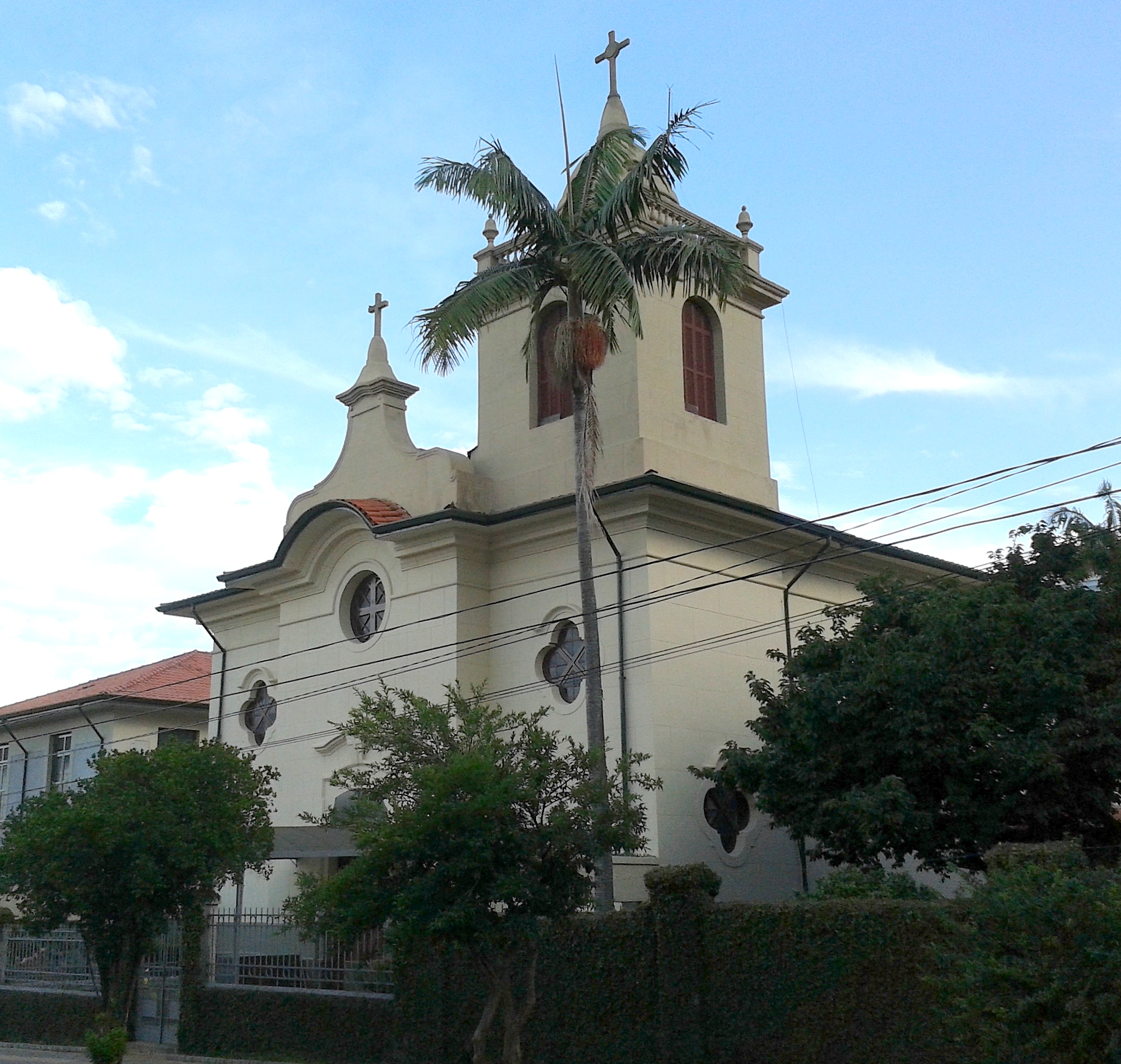
Fachada norte da Capela Sant'Ana, no Instituto de Cegos Padre Chico.